# Копилівський парк
Копи́лівський парк — парк-пам'ятка садово-паркового мистецтва місцевого значення в Україні. Розташований на території Макарівської селищної громади Бучанського району Київської області, в селі Копилів.
Площа 8 га. Статус присвоєно згідно з рішенням Київського облвиконкому № 118 від 28.02.1972 року. Перебуває у віданні: Копилівська сільська рада.
Статус присвоєно для збереження парку при колишньому маєтку фон Мекк.